# Ladislav Weinek
Ladislav Weinek (13. února 1848, Budín (Budapešť) – 12. listopadu 1913, Praha) byl rakousko-uherský astronom.

## Život
V letech 1865 až 1873 studoval ve Vídni, poté využíval od roku 1875 observatoř v Lipsku, doktorát úspěšně získal roku 1879 v Jeně. V roce 1893 získal Weinek titul Doctor Honoris Causa na kalifornské univerzitě Berkeley.
V roce 1874 se připojil k německé výpravě na Kergueleny, aby pozoroval přechod Venuše přes sluneční disk. Výsledky z jeho expedice byly publikovány na Německé akademie věd Leopoldina.
V roce 1883 se stal profesorem v Praze a byl devátým ředitelem observatoře Klementinum. Tam 27. listopadu 1885 pořídil první známou fotografii meteorů. Zřídil pozorovací stanice v Praze a Jeně (aby pozoroval sprchu Andromedidů toho roku, která se ukázala být velmi intenzivní). Pod Weinekovým vedením v Praze začalo s měřením výšek pólu, čili kolísání okamžité zeměpisné šířky daného místa. Bylo to jedno z prvních pozorování pohybu zemské osy uvnitř Země.

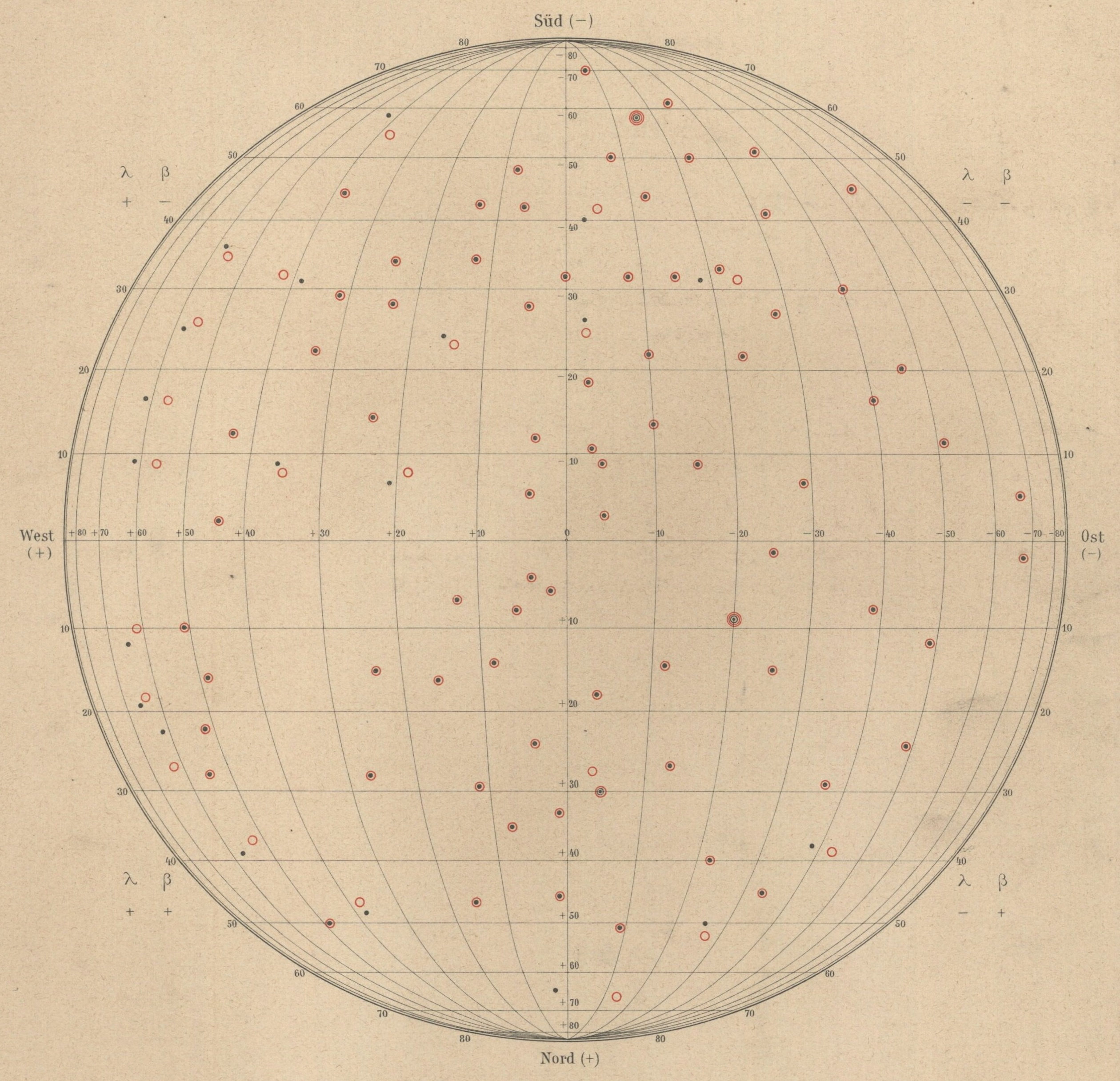
Weinekova mapa Měsíce

Ve spolupráci s Friedrichem Küstnerem provedl měření kolísání výšky pólu. Během svých výzkumů také objevili polární pohyb, pohyb polární osy Země vzhledem ke kůře, tedy precesi.[rozpor]
Pomocí snímků pořízených na Lickově observatoři a Pařížské observatoři vytvořil první atlas Měsíce založený na fotografiích.
Po Weinekovi byl pojmenován kráter Weinek na Měsíci a asteroid 7114 Weinek.